# Diagrama de Ellingham

Diagrama de Ellingham para oxidación a alta temperatura

Un diagrama de Ellingham es un diagrama que muestra la dependencia de la estabilidad de los compuestos con la temperatura. Este análisis se utiliza generalmente para evaluar la facilidad de reducción de óxidos y sulfuros de metales. Estos diagramas fueron construidos por primera vez por Harold Ellingham en 1944.
En metalurgia, los diagramas de Ellingham se utilizan para predecir la temperatura de equilibrio entre un metal, su óxido y el oxígeno, y, por extensión, las reacciones de un metal con azufre, nitrógeno, y otros elementos no metálicos. Los diagramas son útiles para predecir las condiciones en las que un mineral metálico será reducido al metal.